# Omloop van het Waasland 2014
L'Omloop van het Waasland 2014, cinquantesima edizione della corsa, valido come evento dell'UCI Europe Tour 2014 categoria 1.2, si svolse il 16 marzo 2014 su un percorso di 191 km. Fu vinto dall'italiano Danilo Napolitano, che terminò la gara in 4h09'22" alla media di 45,95 km/h.
Furono 162 i ciclisti che portarono a termine la gara.

## Squadre partecipanti
| N.     | Cod. | Squadra                |
| ------ | ---- | ---------------------- |
| 1-8    | TSV  | Topsport Vlaanderen    |
| 9-16   | WGG  | Wanty-Groupe Gobert    |
| 17-24  | WBC  | Wallonie-Bruxelles     |
| 25-32  | MMM  | Team 3M                |
| 33-40  | SKT  | An Post-Chainreaction  |
| 41-48  | SGT  | Team Stuttgart         |
| 49-56  | FIX  | Team Fixit.no          |
| 57-64  | VER  | Veranclassic-Doltcini  |
| 65-72  |      | Colba-Superano Ham     |
| 73-80  | CIB  | Cibel                  |
| 81-88  | BAI  | Bike Aid-Ride for Help |
| 89-96  | TKG  | Team Kuota             |
| 97-104 | BMD  | BMC Development Team   |

| N.      | Cod. | Squadra                 |
| ------- | ---- | ----------------------- |
| 105-112 |      | EFC-Omega Pharma-QS     |
| 113-120 |      | Lotto-Belisol U23       |
| 121-128 |      | Arrow Cycling Team      |
| 129-136 |      | Rupelspurters Boom      |
| 137-144 |      | Royal Cureghem Sportief |
| 145-152 |      | Deplasco-VDBG           |
| 153-160 |      | Ottignies-Perwez        |
| 161-168 | DRC  | DRC del Mol             |
| 169-176 |      | Smartphoto Cycling Team |
| 177-184 |      | Sint-Truiden            |
| 185-192 |      | Van Der Vurst           |
| 193-200 |      | Metaltek Knights        |

## Ordine d'arrivo (Top 10)
| Pos. | Corridore           | Squadra        | Tempo    |
| ---- | ------------------- | -------------- | -------- |
| 1    | Danilo Napolitano   | Wanty-Gobert   | 4h09'22" |
| 2    | Antoine Demoitié    | Wallonie       | s.t.     |
| 3    | Tom Devriendt       | Team 3M        | s.t.     |
| 4    | Alexander Krieger   | Team Stuttgart | s.t.     |
| 5    | Michael Van Staeyen | Topsport Vl.   | s.t.     |
| 6    | Julien Stassen      | Wallonie       | s.t.     |
| 7    | Edward Theuns       | Topsport Vl.   | s.t.     |
| 8    | Gorik Gardeyn       | Veranclassic   | s.t.     |
| 9    | Christophe Noppe    | EFC-Omega P.   | s.t.     |
| 10   | Wout Franssen       | An Post        | s.t.     |